# Rutesheim
Rutesheim es una ciudad alemana perteneciente al distrito de Böblingen de Baden-Wurtemberg.
A 31 de diciembre de 2015 tiene 10 624 habitantes.
Se conoce la existencia de la localidad desde el año 767, mencionándose en el Códice de Lorsch. El pueblo se incorporó a Wurtemberg en el siglo XIV. El término municipal aumentó su tamaño en 1971 con la incorporación de Perouse, un asentamiento fundado en 1699 por valdenses refugiados de Perosa Argentina. A lo largo de la segunda mitad del siglo XX, el municipio aumentó notablemente su población al integrarse en el área metropolitana de Stuttgart, adquiriendo el estatus de ciudad en 2008.
Se ubica unos 15 km al noroeste de la capital distrital Böblingen, sobre la carretera A8 que une Karlsruhe con Múnich.